# Cyrtoneurina mimica
Cyrtoneurina mimica är en tvåvingeart som beskrevs av John Otterbein Snyder 1954. Cyrtoneurina mimica ingår i släktet Cyrtoneurina och familjen husflugor.
Artens utbredningsområde är Panama. Inga underarter finns listade i Catalogue of Life.